# Сенкевіче
Сенкевіче (пол. Sienkiewicze) — село в Польщі, у гміні Хорощ Білостоцького повіту Підляського воєводства.
Населення — 159 осіб (2011).
У 1975-1998 роках село належало до Білостоцького воєводства.

## Демографія
Демографічна структура станом на 31 березня 2011 року:
|          | Загалом | Допрацездатний вік | Працездатний вік | Постпрацездатний вік |
| -------- | ------- | ------------------ | ---------------- | -------------------- |
| Чоловіки | 75      | 13                 | 53               | 9                    |
| Жінки    | 84      | 15                 | 55               | 14                   |
| Разом    | 159     | 28                 | 108              | 23                   |